# Мілош Форман
Мі́лош Фо́рман (чеськ. Miloš Forman, повне ім'я: Jan Tomáš Forman, МФА: [ˈjan ˈtomaːʃ ˈforman], 18 лютого, 1932 — 13 квітня, 2018) — чеський і американський кінорежисер і сценарист.

## Життєпис
Народився у місті Часлав, у Чехословаччині. Дитинство провів в Чаславі. Після арешту батьків деякий час жив у місті Наход у своєї родини. В 1944 повернувся до міста Часлав, де й зустрів кінець війни. У вересні 1945 року почав навчатися в інтернаті міста Подєбради, де одночасно навчався й майбутній президент країни Вацлав Гавел. З 1951 по 1956 рік навчався у празькому FAMU (Filmová Fakulta Akademie Muzických Umění) під керівництвом професора Мілоша Вацлава Кратохвіла.
Отримав світове визнання після першого фільму «Чорний Петро», 1963 (головний приз кінофестивалю в Локарно).
У 1968, після поразки Празької весни внаслідок вторгнення військ Варшавського договору до Чехословаччини, емігрував до США. У чеський період знімав сатиричні комедії («Старі на збиранні хмелю»), досліджуючи щоденне життя простих людей, іронічно показуючи їх дивацтва і примхи. Ці якості почасти властиві й першим фільмам його американського періоду — «Відходжу» (1971 рік, Золота пальмова гілка Каннського кінофестивалю) та «Волосся» (1979).
Фільм «Пролітаючи над гніздом зозулі» (1975), притча про конфлікт особистості і репресивного суспільства, маючи зірковий акторський склад, зібрав усі 5 головних премій Американської академії кіномистецтва «Оскар»: за найкращий фільм, режисуру, найкращий сценарій, і гру двох акторів. Фільм, який іноді вважають шедевром американського кіно, було знято за однойменною книгою Кена Кізі (англ. One Flew Over the Cuckoo’s Nest). Після успіху фільму затвердилась кар'єра Мілоша Формана як американського кінорежисера, і прийшла світова слава.
Помер 13 квітня 2018 року у віці 86 років.

## Вшанування пам'яті
На честь Мілоша Формана названо астероїд 11333 Forman.
У рамках Року Мілоша Формана в Україні 2 лютого 2017 року стартував проєкт «Чеські четверги з Книгарнею Є», де представлять українській публіці шістнадцять фільмів із золотого фонду чеської кінематографії (організатори Чеський центр у Києві, Книгарня «Є», партнерські міста Львів, Запоріжжя, Маріуполь та Краматорськ).
В місті Мукачево у 2019 році встановлено скульптуру «Гніздо зозулі» на честь Мілоша Формана.

## Фільмографія

### Режисер, сценарист
| Рік  |     | Українська назва              | Оригінальна назва               | Роль               |
| ---- | --- | ----------------------------- | ------------------------------- | ------------------ |
| 1955 | ф   | Надайте це мені               | Nechte to na mně                | сценарист          |
| 1960 | док | Чарівний ліхтар II            | Laterna magika II               | режисер, сценарист |
| 1964 | док | Якби не музика                | Kdyby ty muziky nebyly          | режисер, сценарист |
| 1964 | док | Конкурс                       | Konkurs                         | режисер, сценарист |
| 1964 | ф   |                               | Černý Petr                      | режисер, сценарист |
| 1965 | ф   | Любов білявки                 | Lásky jedné plavovlásky         | режисер, сценарист |
| 1966 | тф  | Добре оплачувана прогулянка   | Dobře placená procházka         | режисер            |
| 1967 | ф   | Гори, моя панянко             | Hoří, má panenko                | режисер, сценарист |
| 1971 | ф   |                               | Taking Off                      | режисер, сценарист |
| 1971 | кф  |                               | I Miss Sonia Henie              | режисер            |
| 1973 | док |                               | Visions of Eight                | режисер            |
| 1975 | ф   | Пролітаючи над гніздом зозулі | One Flew Over the Cuckoo's Nest | режисер            |
| 1979 | ф   | Волосся                       | Hair                            | режисер            |
| 1981 | ф   | Регтайм                       | Ragtime                         | режисер            |
| 1984 | ф   | Амадей                        | Amadeus                         | режисер            |
| 1989 | ф   | Вальмонт                      | Valmont                         | режисер, сценарист |
| 1996 | ф   | Народ проти Ларрі Флінта      | The People vs. Larry Flynt      | режисер            |
| 1999 | ф   | Людина на Місяці              | Man On The Moon                 | режисер            |
| 2006 | ф   | Привид Гойї                   | Goya's Ghosts                   | режисер, сценарист |